# Stupava (zámek)
Stupava (slovensky Kaštieľ Stupava, Pálffyovský kaštieľ, německy Schloss Stampfen, Pálffy-Schloss) je zámek v západoslovenském městě Stupava. Zámecký objekt s parkem se nachází v centru města.

## Historie
Přesná historie před postavením současného zámku není jasná. Podle tradice stojí dnenší zámek na základech středověkého vodního hradu postaveného před rokem 1271, podle některých historiků je však umístění starého hradu Stupava totožné s nedalekým hradem Pajštún nebo Dračím hrádkem, oba ležící dále na východě na vrcholcích poblíž Borinky. Nesporné je, že v roce 1280 patřil ke královským hradům a že v pozdním středověku často měnil majitele. 

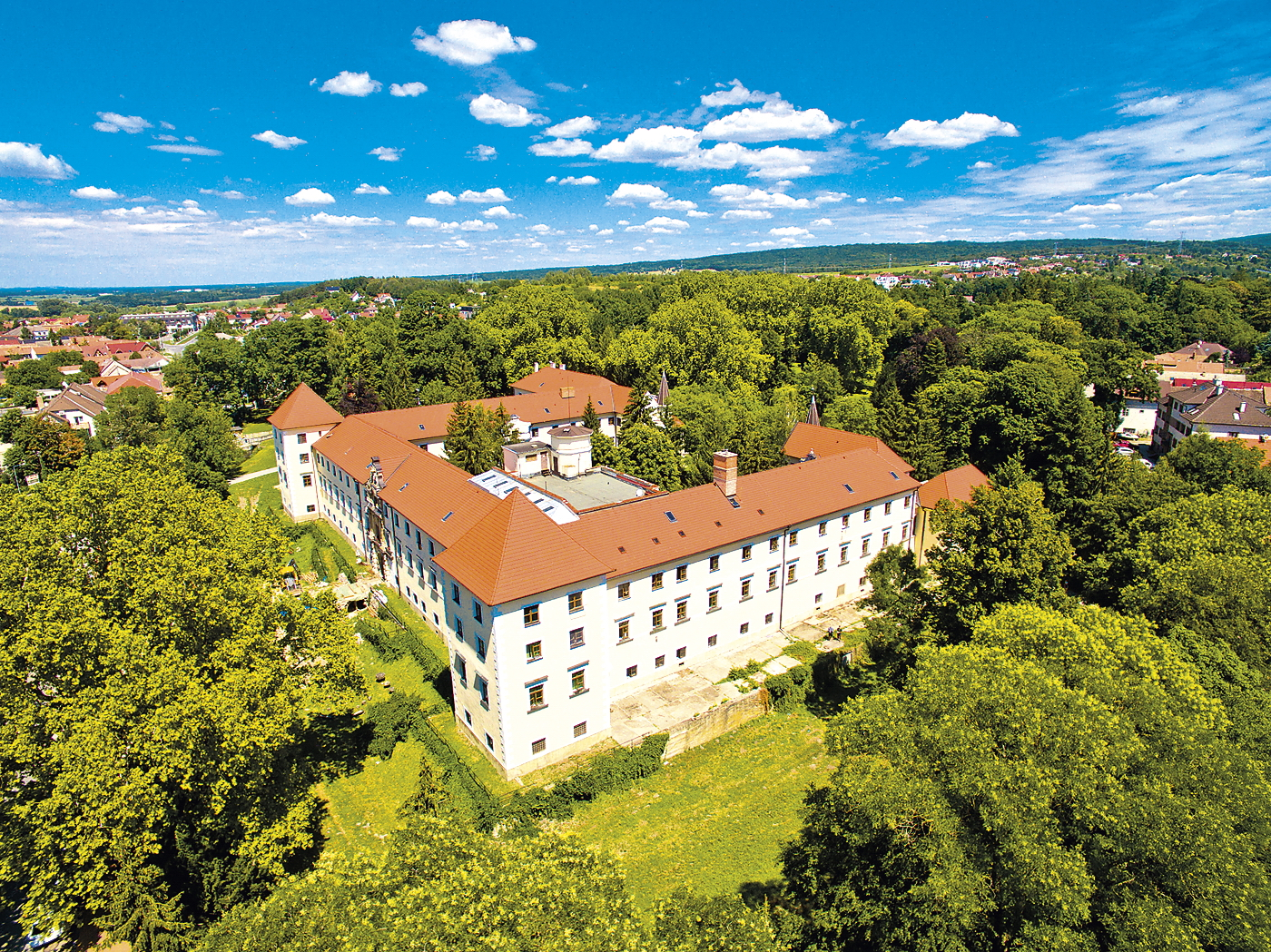
Supavský zámek

V roce 1519 se panství stalo majetkem rodiny Serédyů a v roce 1553 hrad získal rod Salm-Neuburgů. Od roku 1592, kdy hrad získal Mikuláš II. Pálffy, až do roku 1867 patřilo zdejší panství uherskému magnátskému rodu Pálffyů.
Kolem poloviny 17. století nechal palatin Pavel IV. Pálffy původní hradní budovy přestavět na raně barokní opevněný zámek. K dalším stavebním úpravám došlo v 18. století za vlády Mikuláše VIII. Pálffyho a Leopolda II. Pálffyho, během nichž bylo vybudováno nádvoří a hradní kaple. 
V roce 1867 Pálffyové zámek prodali rodině Károlyiů, která jej nechala přestavět v historizujícím slohu, částečně se stopami secese.

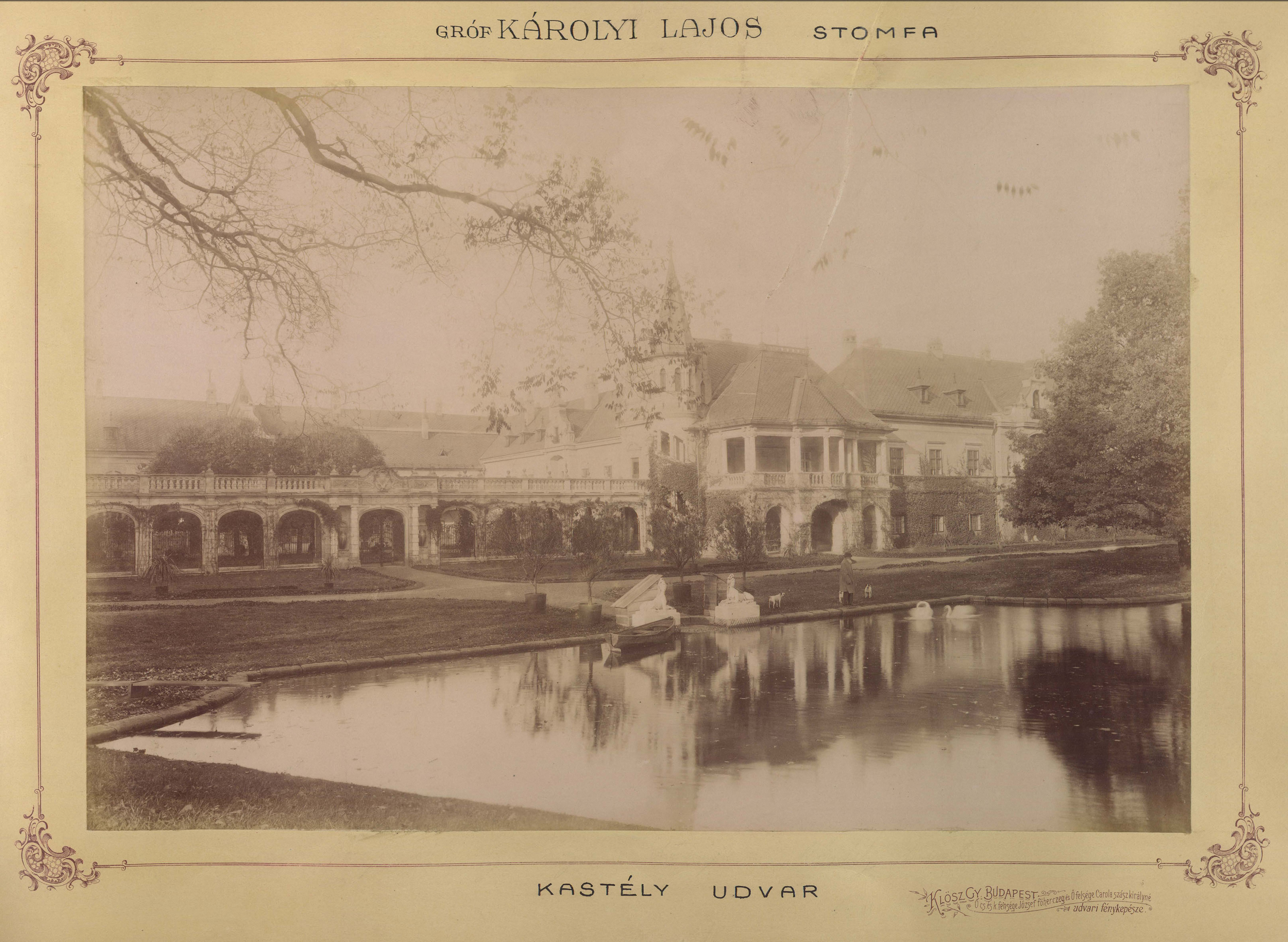
Zámek na fotografii z devadesátých let 19. století

Károlyiovi žili na zámku až do dubna 1945. Objekt byl poškozen během bojů v závěrečné fázi druhé světové války. Ihned po skončení války byl znárodněn a v budově sídlila městská policie. Po požáru v roce 1947 byl zámek v letech 1956–1958 zrekonstruován a v současné době slouží jako domov pro seniory. Zámecký park s rybníkem je přístupný veřejnosti.